# Architectonica perspectiva
Architectonica perspectiva (denominada, em inglês, clear sundial; em português - PRT -, disco-solar) é uma espécie predadora de molusco gastrópode marinho do Indo-Pacífico, pertencente à família Architectonicidae. Foi classificada por Carolus Linnaeus, em 1758, e nomeada Trochus perspectivus (no gênero Trochus) em sua obra Systema Naturae, sendo a espécie-tipo do gênero Architectonica Röding, 1798.

## Descrição da concha e hábitos
Concha de coloração castanha, creme ou rosada, com 7 centímetros de diâmetro (grande para sua família), quando desenvolvida; perifericamente esculpida; com formato orbicular, vista por cima, e cônica em vista lateral; cujas espirais se tocam perifericamente, formando um amplo umbílico, com borda mosqueada de manchas em marrom. Base plana e abertura subquadrada, angular.
É encontrada em águas rasas da zona nerítica, na areia, geralmente entre 10 a 65 metros, podendo exceder os 100. É comum a abundante em sua região.

## Distribuição geográfica
Architectonica perspectiva ocorre no Indo-Pacífico: da África Oriental, incluindo Madagáscar ao mar Vermelho e o golfo Pérsico, até as Filipinas e para a Polinésia. Distribuída no norte, até Japão, e até o Havaí a leste; e ao sul e leste da Austrália, até Nova Gales do Sul.

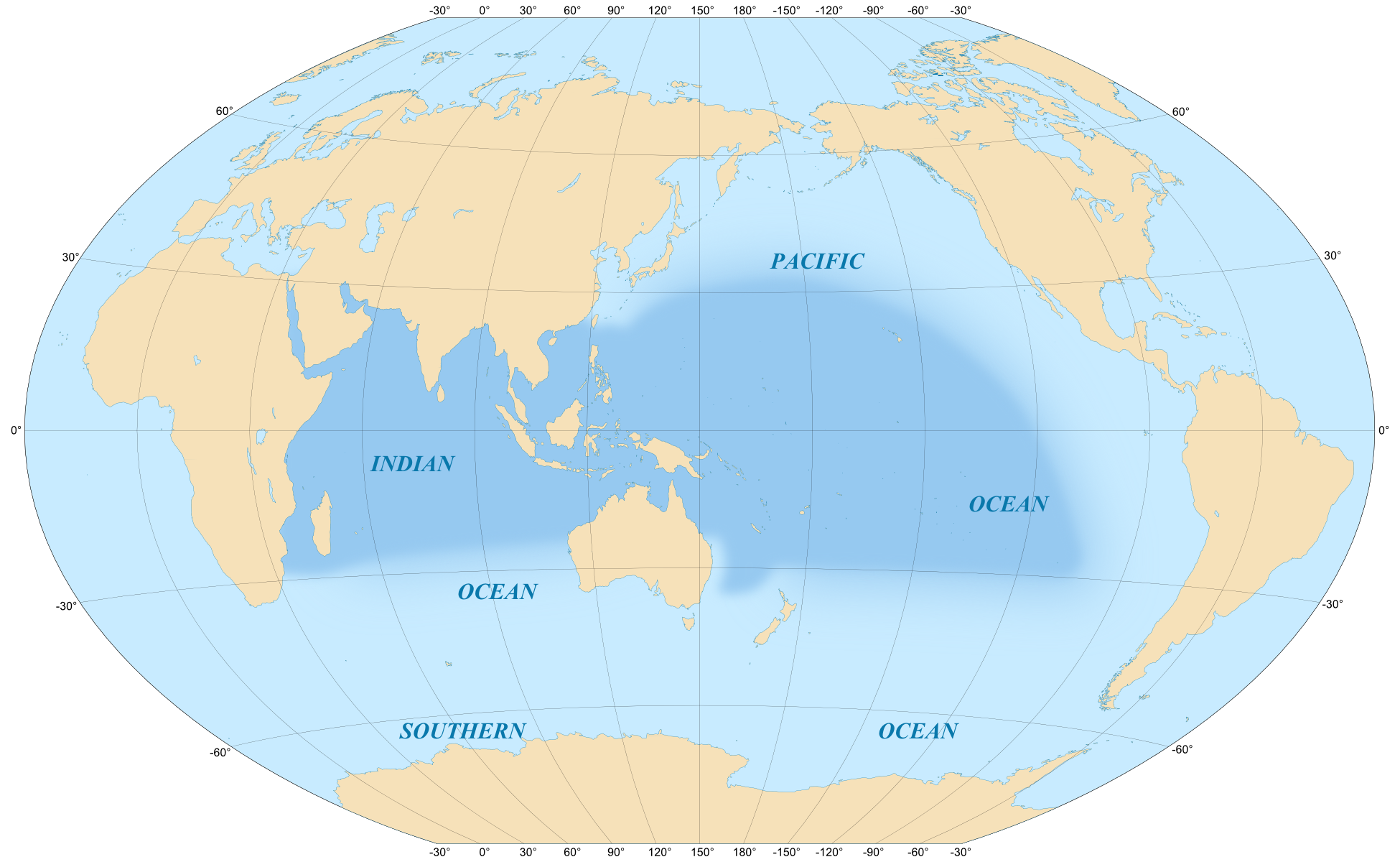
A região do Indo-Pacífico é o habitat de A. perspectiva (Linnaeus, 1758).